# Kronach (Fürth)

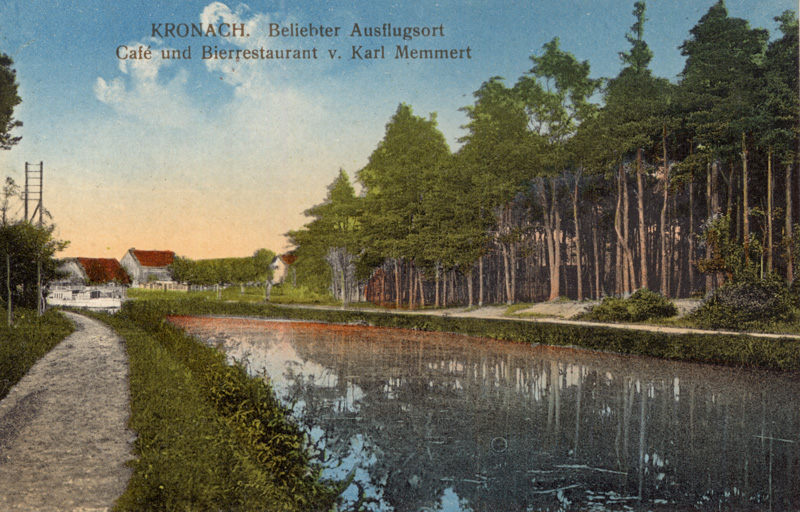
Kronach um 1915

Kronach ([ˈkʁoːnax] ⓘ, fränkisch: Grohnach) ist ein Gemeindeteil der kreisfreien Stadt Fürth (Mittelfranken, Bayern). Kronach liegt in der Gemarkung Ronhof.

## Geographie
Das Dorf liegt im nördlichen Stadtgebiet. Westlich führt der Frankenschnellweg am Ort vorbei. Neben Poppenreuth ist Kronach einer von sieben Fürther Gemeindeteilen, die sich im fränkischen Gemüseanbaugebiet Knoblauchsland befinden. Unmittelbar östlich des Dorfes fließt der Bucher Landgraben, der ein linker Zufluss der Gründlach ist. Gemeindeverbindungsstraßen führen nach Bislohe (1 km nördlich), nach Ronhof (0,4 km südöstlich) und nach Stadeln zur Staatsstraße 2242 (1,9 km nordwestlich).
Die Bayerische Uraufnahme zeigt Kronach in den 1810er Jahren als einen Weiler mit fünf Herdstellen.

## Geschichte
1225 wurde der Ort in einer vom römisch-deutschen Kaiser Heinrich VII. unterzeichneten Urkunde als „Kranach“ erwähnt. Der Ortsname leitet sich von einem gleichlautenden Flurnamen ab, dem das althochdeutsche Wort „kran“ ‚Wacholderbusch‘ zugrunde liegt sowie einem angehängten Kollektivsuffix „-ach“, welches vom althochdeutschen „aha“ ‚Fließgewässer‘ abstammt. Denkbar ist daher auch die Ableitung von einem Gewässernamen.
Im Jahr 1732 schloss sich Kronach mit Ronhof zu einer Realgemeinde zusammen.
Gegen Ende des 18. Jahrhunderts gab es in Kronach 5 Anwesen. Das Hochgericht übte das brandenburg-bayreuthischen Oberamt Baiersdorf aus, was von der Reichsstadt Nürnberg bestritten wurde. Die Dorf- und Gemeindeherrschaft hatte das Landpflegamt Nürnberg. Grundherren waren das Landesalmosenamt der Reichsstadt Nürnberg (2 Viertelhöfe) die Nürnberger Eigenherren von Holzschuher (2 Halbhöfe) und von Volckamer (1 Halbhof). 1801 gab es im Ort 4 Haushalte.
Von 1797 bis 1806 unterstand der Ort der Polizeicommision Fürth, von 1806 bis 1810 dem Justiz- und Kammeramt Erlangen. Im Rahmen des Gemeindeedikts wurde Kronach dem 1813 gebildeten Steuerdistrikt und Ruralgemeinde Buch zugeordnet. Mit dem Zweiten Gemeindeedikt (1818) wurde Kronach in die neu gebildete Ruralgemeinde Ronhof umgemeindet. In der freiwilligen Gerichtsbarkeit unterstanden 2 Anwesen von 1822 bis 1834 dem Patrimonialgericht Almoshof und 1 Anwesen von 1820 bis 1838 dem Patrimonialgericht Bubenreuth.
Der 1843 fertiggestellte Ludwig-Donau-Main-Kanal führte am Ort vorbei, nördlich des Ortes gab es die Schleuse 81 Kronach. Position In den 1950er Jahren wurde der Betrieb aufgegeben, der Kanal aufgefüllt und in den 1960er Jahren mit der 1972 eröffneten Bundesautobahn 73 (Frankenschnellweg) überformt. Der Teil westlich der Autobahn gehört heute zu Stadeln.
Nach langjährigen Verhandlungen mit der Stadt erfolgte schließlich zum 1. Juli 1927 zusammen mit Ronhof die Eingemeindung nach Fürth.

### Baudenkmal
- Ronhofer Hauptstr. 312: Bauernhof[13]

### Einwohnerentwicklung
| Jahr      | 001818 | 001840 | 001861 | 001871 | 001885 | 001900 | 001925 | 001950 | 001961 | 001970 | 001987 |
| Einwohner | 39     | 32     | 48     | 42     | 50     | 56     | 73     | 89     | 145    | 85     | 105    |
| Häuser    | 7      | 7      |        |        | 8      | 9      | 11     | 12     | 11     |        | 32     |
| Quelle    | [ 15 ] | [ 16 ] | [ 17 ] | [ 18 ] | [ 19 ] | [ 20 ] | [ 21 ] | [ 22 ] | [ 23 ] | [ 24 ] | [ 1 ]  |

## Religion
Kronach ist seit der Reformation evangelisch-lutherisch geprägt und war ursprünglich nach St. Michael (Fürth) gepfarrt, heute ist die Pfarrei Wilhelm-Löhe-Gedächtniskirche (Fürth) zuständig. Die Einwohner römisch-katholischer Konfession sind nach St. Christophorus (Fürth) gepfarrt.